# Sahara Shopping Park
Sahara Shopping Park o SAHARA Shopping Park es una zona comercial en Pezinok, Eslovaquia, situada en la calle Myslenická, Okružná y Obchodná, en la localidad Sahara.
La primera mención escrita de esta zona comercial proviene de 1996. Esta incluye el centro comercial Mólo, el hipermercado Tesco, el supermercado Lidl, la panadería Bageta y la tienda de herramientas STAMET.
La tienda departamental Kaufland ha estado operando en el vecindario desde 2017.